# أولاد بوعزيز (أطياميم)
أولاد بوعزيز هي إحدى مشيخات المملكة المغربية، تتبع جغرافيا لإقليم اليوسفية وإداريًا لأطياميم. يقدر عدد سكانها بـ 8861 نسمة حسب الإحصاء الرسمي للسكان والسكنى لسنة 2004.